# Jörg Teuchert
Jörg Teuchert (Lauf an der Pegnitz, 27 febbraio 1970) è un pilota motociclistico tedesco ritiratosi dall'attività agonistica.
Vincitore del campionato mondiale Supersport nel 2000. Anche suo padre, Arnulf Teuchert, ha corso come pilota motociclistico professionista.

## Carriera
La sua carriera nel motociclismo ha inizio nel 1986 nella coppa OMK di enduro, competizione nella quale si laurea campione nel 1987 e nel 1989, rispettivamente nelle classi 80 e 125. Passato in seguito alle corse su asfalto, giunge secondo nella Yamaha Cup del 1994 e nel 1995 comincia a gareggiare nel campionato tedesco Supersport, vincendo il titolo nel 1997 e riconfermandosi campione nazionale nel 1998.
Nello stesso periodo partecipa alle gare dell'europeo di categoria, piazzandosi 19º nel 1996 e 33º nel 1998. Inoltre nel 1997 esordisce nel mondiale Supersport, prendendo parte a cinque prove con una Yamaha YZF 600 R Thundercat e ottenendo 14 punti e il 23º posto in classifica. Nel 1998 con la stessa moto partecipa ad altre tre gare, terminandole tutte in zona punti e raggiungendo la 17ª posizione finale con 19 punti. Nel 1999 è al via del mondiale Supersport come pilota titolare con una R6 del team Yamaha Deutschland: in questa competizione sale per la prima volta sul podio alla corsa inaugurale della stagione a Kyalami, mentre alla terza gara ad Albacete ottiene la sua prima vittoria; dopo alcuni ritiri nella parte centrale del campionato, torna alla vittoria all'A1-Ring, concludendo la stagione al quarto posto con 108 punti.
Nel 2000, rimasto con la stessa squadra (che in questa stagione, data la collaborazione con Alpha Technik, prende il nome di quest'ultima), vince a Sugo e a Hockenheim e sale sul podio a Donington, a Misano e a Valencia, posizionamenti che lo portano in testa alla classifica dopo le prime sette gare con 116 punti; tuttavia nei tre eventi successivi non marca punti, scendendo così, alla vigilia dell'ultima gara, al terzo posto alle spalle di Stéphane Chambon, a 133 punti, e di Paolo Casoli, a 122. A Brands Hatch Teuchert è secondo all'arrivo, mentre Casoli si piazza quinto e Chambon si ritira per un problema tecnico; questi risultati consentono a Teuchert di sopravanzare entrambi e di vincere il titolo iridato con 136 punti, tre in più rispetto ai suoi due avversari.
Nel 2001 continua a correre nello stesso team, che cambia denominazione in Wilbers Suspension Yamaha; totalizza due podi, a Sugo e Donington, e due vittorie, a Misano e Brands Hatch, grazie alle quali si porta in testa alla graduatoria a tre gare dal termine della stagione, ma nella fase conclusiva del campionato viene superato da Andrew Pitt e Casoli, piazzandosi quindi terzo nella classifica finale con 135 punti. Nel 2002, sempre iscritto con il team Yamaha Motor Germany, non eguaglia i riscontri delle stagioni precedenti, terminando in ottava piazza in classifica con 90 punti, senza alcun posizionamento sul podio e con due quarti posti come migliori risultati in gara. Disputa con Yamaha Motor Deutschland anche la stagione 2003, chiudendo in decima posizione con 60 punti e due quinti posti come migliori risultati.
Lasciato il mondiale Supersport, nel 2004 torna a correre in patria, nel campionato Superbike IDM, vincendo il titolo nel 2006 con una Yamaha YZF-R1 del team Inghart e nel 2009 con la stessa motocicletta del team Yamaha Motor Deutschland. Altri risultati di rilievo sono, per quanto riguarda l'IDM, il secondo posto finale nel 2008, con Yamaha Deutschland, e il terzo nel 2012, con una BMW S1000RR del team Wilbers Racing, oltre ad alcune vittorie in gara con la MV Agusta. Nelle competizioni valide per i titoli europei, ha al suo attivo una quarta piazza ottenuta nella prova unica di Albacete della classe Superstock 1000 nel 2008.
Al termine della stagione 2012 decide di ritirarsi dall'attività agonistica.

## Risultati in gara

### Campionato mondiale Supersport
| 1997 | Moto   |  |   |     |   |  |  |     |     |  |  |  |  | Punti | Pos. |
| ---- | ------ |  | - | --- | - |  |  | --- | --- |  |  |  |  | ----- | ---- |
| 1997 | Yamaha |  | 9 | Rit | 9 |  |  | Rit | Rit |  |  |  |  | 14    | 23º  |

| 1998 | Moto   |    |  |  |   |    |  |  |  |  |  |  |  | Punti | Pos. |
| ---- | ------ | -- |  |  | - | -- |  |  |  |  |  |  |  | ----- | ---- |
| 1998 | Yamaha | 14 |  |  | 5 | 10 |  |  |  |  |  |  |  | 19    | 17º  |

| 1999 | Moto   |   |   |   |     |     |   |     |     |   |   |   |  | Punti | Pos. |
| ---- | ------ | - | - | - | --- | --- | - | --- | --- | - | - | - |  | ----- | ---- |
| 1999 | Yamaha | 3 | 4 | 1 | Rit | Rit | 6 | Rit | Rit | 1 | 8 | 5 |  | 108   | 4º   |

| 2000 | Moto   |    |   |   |   |   |   |   |    |    |     |   |  | Punti | Pos. |
| ---- | ------ | -- | - | - | - | - | - | - | -- | -- | --- | - |  | ----- | ---- |
| 2000 | Yamaha | 11 | 1 | 3 | 7 | 1 | 3 | 2 | NP | SQ | Rit | 2 |  | 136   | 1º   |

| 2001 | Moto   |     |   |   |   |   |   |   |   |     |   |   |  | Punti | Pos. |
| ---- | ------ | --- | - | - | - | - | - | - | - | --- | - | - |  | ----- | ---- |
| 2001 | Yamaha | Rit | 8 | 2 | 6 | 3 | 7 | 1 | 1 | Rit | 4 | 7 |  | 135   | 3º   |

| 2002 | Moto   |    |   |   |    |   |   |   |     |   |     |   |   | Punti | Pos. |
| ---- | ------ | -- | - | - | -- | - | - | - | --- | - | --- | - | - | ----- | ---- |
| 2002 | Yamaha | 16 | 5 | 4 | 10 | 9 | 4 | 6 | Rit | 5 | Rit | 8 | 5 | 90    | 8º   |

| 2003 | Moto   |   |   |     |     |   |     |   |   |   |    |    |  | Punti | Pos. |
| ---- | ------ | - | - | --- | --- | - | --- | - | - | - | -- | -- |  | ----- | ---- |
| 2003 | Yamaha | 5 | 6 | Rit | Rit | 7 | Rit | 5 | 8 | 7 | 14 | NP |  | 60    | 10º  |

| Legenda | 1º posto        | 2º posto            | 3º posto           | A punti      | Senza punti        | Grassetto – Pole position Corsivo – Giro più veloce |
| Legenda | Gara non valida | Non qual./Non part. | Ritirato/Non class | Squalificato | '-' Dato non disp. | Grassetto – Pole position Corsivo – Giro più veloce |